# Килиан, Ян

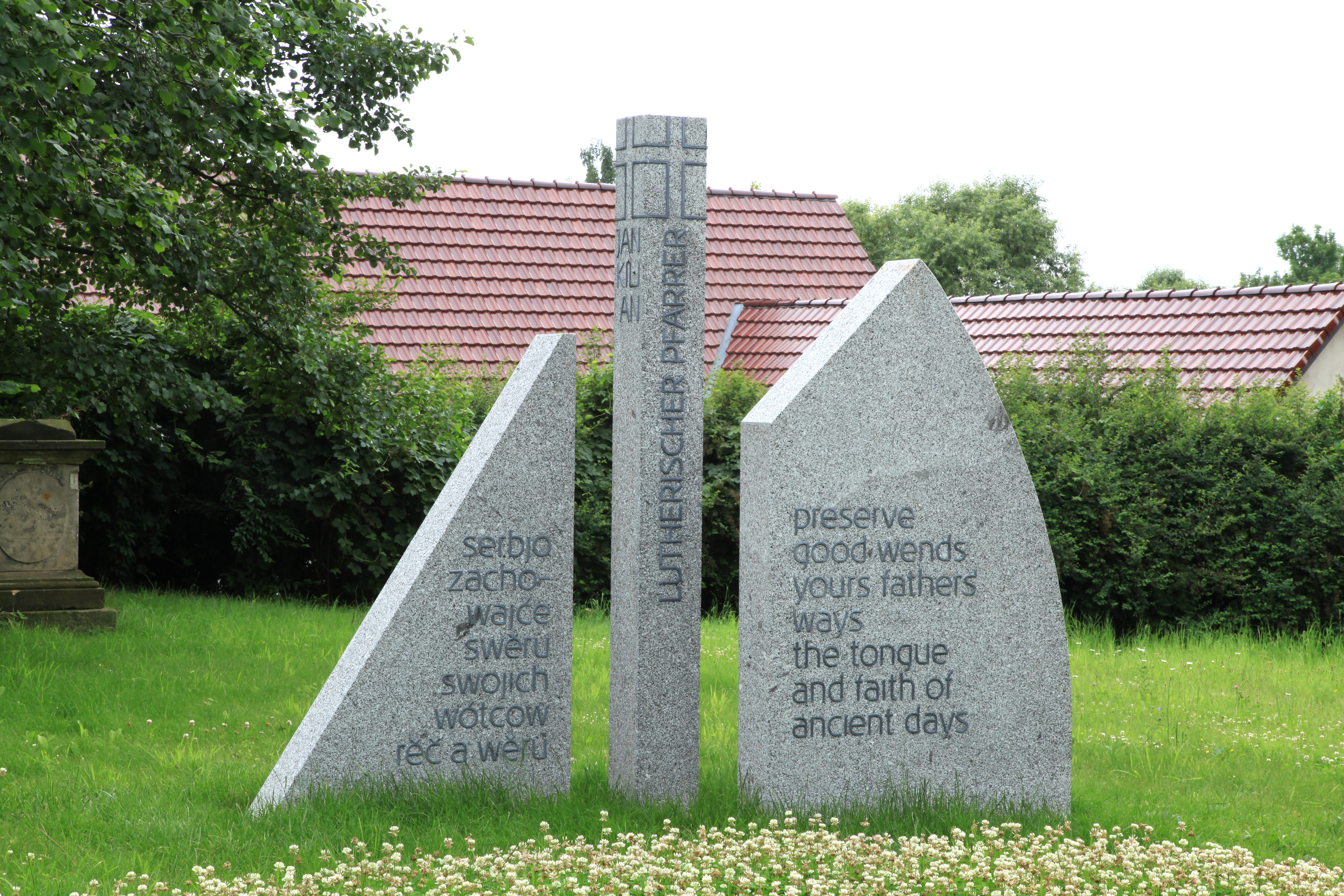
Памятник Яну Килиану около лютеранской церкви в деревне Котиц около Вайсенберга, Германия

Ян Ки́лиан, английский вариант — Джон Килиан (в.-луж. Jan Kilian, англ. John Kilian, 22 марта 1811 года, деревня Деляны, около Хохкирха, Германия — 12 сентября 1884 года, Сербин, Техас, США) — лютеранский пастор, под руководством которого группа лужицких эмигрантов в 1854 году прибыла в США и основала в штате Техас населённый пункт Сербин.

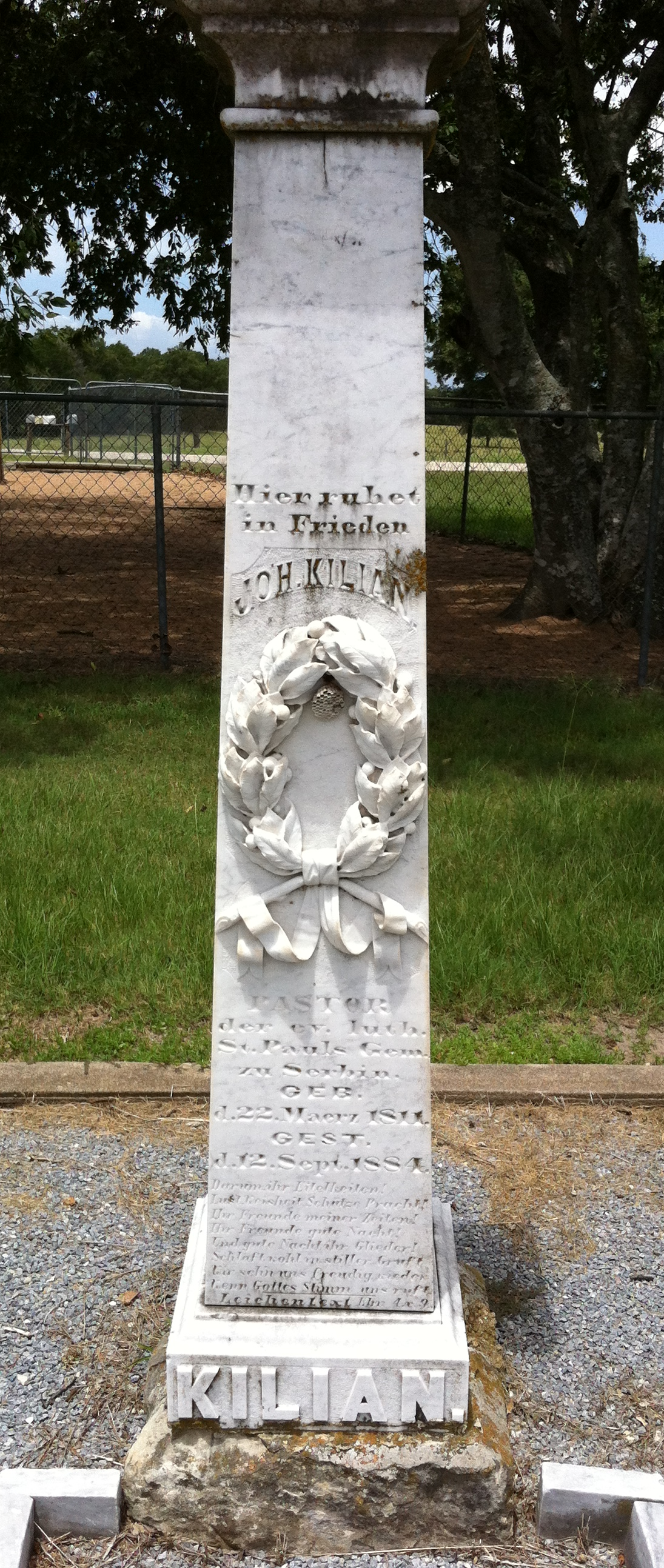
Надгробие в Сербине, штат Техас

## Биография
Родился 22 марта 1811 года в семье Петра Килиана и Марии из рода Матекец в деревне Деляны, около города Хохкирх. В десятилетнем возрасте потерял отца и был отдан на воспитание своему дяде Яну Матейке в деревню Нечин. Среднее образование получил в гимназиях в Рахлау и Баутцене, по окончании которых поступил на теологический факультет Лейпцигского университета. С 1834 года по 1837 год был пастором лютеранского прихода в Хохкирхе. После смерти дяди стал настоятелем прихода в деревне Котецы. С 1848 года служил в Вайгерсдорфе, Восточная Пруссия.
В 1854 году возглавил группу лужичан из лютеранских приходов в Восточной Пруссии и Саксонии в составе 558 человек, которые отправились в США на корабле «Ben Nevis» и основали примерно в 80 километрах на восток от Остина лужицкую колонию. 25 марта 1854 года под его руководством был основан лютеранский приход, который вошёл в состав лютеранского союза «Лютеранская церковь — Миссурийский синод», став первым лютеранским приходом на территории Техаса. В конце XIX века Сербин, основанный первыми колонистами-лужичанами, стал «материнской» колонией для дальнейших эмигрантов из Лужицы.

## Память
- Около лютеранского прихода в Хохкирхе установлен памятник, посвящённый Яну Килиану.
- В техасском университете Concordia University Texas находится кампус, носящий имя Яна Килиана.
- Его именем названа одна из улиц в деревне Котецы, Верхняя Лужица.